# Zuidwest-China
Zuidwest-China of Xinan is een gebied in China, dat bestaat uit de drie provincies Sichuan, Yunnan en Guizhou, de stadsprovincie Chongqing en de autonome regio, Tibet.

## Bestuurlijke indeling van Zuidwest-China
Provincie(s)
| Naam    | Traditioneel Chinees | Vereenvoudigd Chinees | Pinyin  | Afkorting Provincie | Provinciehoofdstad (省會/shěnghuì) | Traditioneel Chinees | Vereenvoudigd Chinees | Pinyin  |
| ------- | -------------------- | --------------------- | ------- | ------------------- | ---------------------------------- | -------------------- | --------------------- | ------- |
| Guizhou | 貴州                 | 贵州                  | Guìzhōu | 黔 qián of 贵 guì   | Guiyang                            | 貴阳                 | 贵阳                  | Guìyáng |
| Sichuan | 四川                 | 四川                  | Sìchuān | 川 chuān of 蜀 shǔ  | Chengdu                            | 成都                 | 成都                  | Chéngdū |
| Yunnan  | 雲南                 | 云南                  | Yúnnán  | 滇 diān of 云 yún   | Kunming                            | 昆明                 | 昆明                  | Kūnmíng |

Stadsprovincie(s)
| Naam      | Traditioneel Chinees | Vereenvoudigd Chinees | Pinyin    | Afkorting Stadsprovincie |
| --------- | -------------------- | --------------------- | --------- | ------------------------ |
| Chongqing | 重慶                 | 重庆                  | Chóngqìng | 渝 yú                    |

Autonome regio('s)
| Naam  | Traditioneel Chinees | Vereenvoudigd Chinees | Pinyin | Lokale Naam  | Afkorting Provincie | Provinciehoofdstad (省會/shěnghuì) | Traditioneel Chinees | Vereenvoudigd Chinees | Pinyin | Lokale Naam |
| ----- | -------------------- | --------------------- | ------ | ------------ | ------------------- | ---------------------------------- | -------------------- | --------------------- | ------ | ----------- |
| Tibet | 西藏                 | 西藏                  | Xīzàng | བོད་རང་སྐྱོང་ལྗོངས | 藏 zàng             | Lhasa                              | 拉薩                 | 拉萨                  | Lāsà   | ལྷ་ས་        |

Noordoost-China (Dongbei) · Noord-China (Huabei) · Oost-China (Huadong) · Zuid-Centraal-China (Zhongnan) · Noordwest-China (Xibei) · Zuidwest-China (Xinan)